# Frettecuisse
Frettecuisse é uma comuna francesa na região administrativa de Altos da França, no departamento de Somme. Estende-se por uma área de 5,27 km². Em 2010 a comuna tinha 75 habitantes (densidade: 14,2 hab./km²).